# Ernest Chausson
Ernest Chausson   (París, 20 de gener de 1855 - Limay, 10 de juny de 1899) va ser un compositor francès.

## Biografia
Nascut a París en el si d'una família burgesa acomodada, Chausson va ser l'únic fill supervivent d'un constructor que va fer fortuna ajudant el baró Haussmann en la remodelació de París a la dècada de 1850. Per complaure el seu pare, Chausson va estudiar dret i va ser nomenat advocat del Tribunal d'Apel·lacions, però tenia poc o gens d'interès en la professió. Va freqüentar els salons de París, on va conèixer celebritats com Henri Fantin-Latour, Odilon Redon i Vincent d'Indy. Abans de decidir-se per una carrera musical, va fer incursions en l'escriptura i el dibuix.
L'any 1879, amb 24 anys, va començar a assistir a les classes de composició de Jules Massenet al Conservatori de París; Massenet va arribar a considerar-lo com "una persona excepcional i un veritable artista". Ja havia compost algunes peces i cançons per a piano. No obstant això, els manuscrits més antics que s'han conservat són els corregits per Massenet. Al Conservatori, Chausson també va estudiar amb César Franck, amb qui va formar una estreta amistat que va durar fins a la mort de Franck el 1890. Chausson va interrompre els seus estudis el 1881 després d'un intent fallit de guanyar el Prix de Rome.
Durant els anys 1882 i 1883, Chausson, a qui li agradava viatjar, va visitar Bayreuth per escoltar les òperes de Richard Wagner. En el primer d'aquests viatges, anà amb d'Indy a l'estrena del Parsifal de Wagner, i en el segon viatge amb la seva nova parella, Jeanne Escudier (1862–1936), amb qui tindria cinc fills.
Des de 1886 fins a la seva mort el 1899, Chausson va ser secretari de la Société Nationale de Musique. A casa seva (22 Boulevard de Courcelles, prop del Parc Monceau), va rebre un gran nombre d'artistes eminents, entre els quals els compositors Henri Duparc, Gabriel Fauré, Claude Debussy i Isaac Albéniz; el poeta Stéphane Mallarmé; el novel·lista rus Ivan Turguénev; i el pintor impressionista Claude Monet. Chausson també va reunir una important col·lecció de pintures.

## Mort

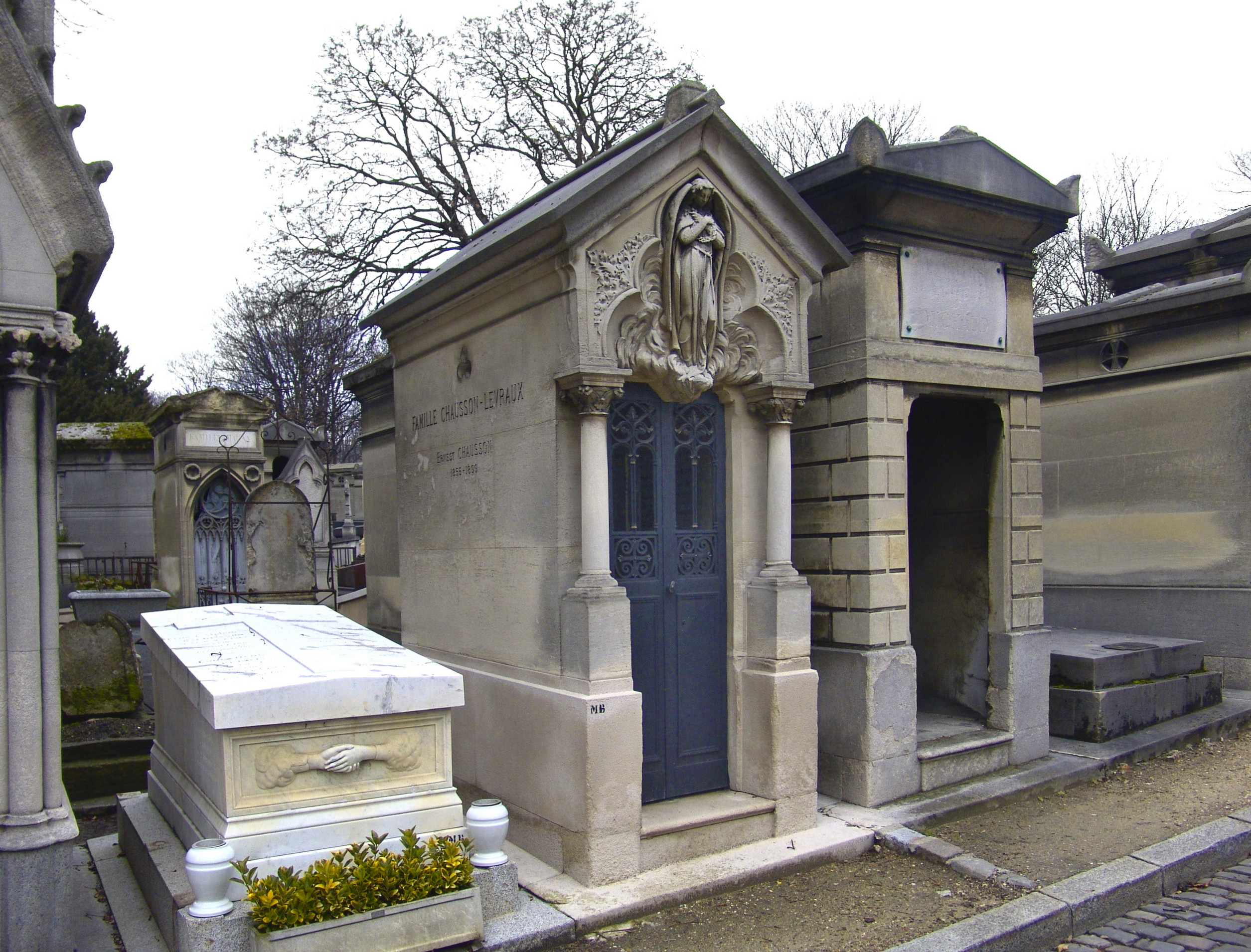
Tomba d'Ernest Chausson

Quan només tenia 44 anys, Chausson va morir mentre s'allotjava en un dels seus refugis rurals, el Château de Moussets, a Limay, Yvelines. En baixar amb la seva bicicleta, Chausson va colpejar una paret de maó i va morir a l'instant. Les circumstàncies exactes segueixen sense estar clares; tot i que probablement un accident, hi ha hagut la insinuació del suïcidi, ja que Chausson era propens a la depressió. Aquesta teoria del suïcidi va ser proposada pel biògraf de Debussy, Edward Lockspeiser, però més recentment ha estat fermament rebutjada pel mateix biògraf de Chausson, Ralph Scott Grover. Irònicament, quan tenia 20 anys, Chausson va escriure al seu diari: «Tinc la premonició que la meva vida serà curta. Estic lluny de queixar-me d'això, però no hauria de voler morir abans d'haver fet alguna cosa».
Chausson va ser enterrat al Cementiri del Père-Lachaise a París. Al seu funeral hi van assistir nombroses figures destacades de les arts, com Hanri Duparc, Gabriel Fauré, Isaac Albéniz, Odilon Redon, Edgar Degas, Auguste Rodin, Henri de Régnier, Pierre Louÿs i Claude Debussy. Tot i que la relació fraternal de Chausson amb Debussy havia acabat sobtadament cinc anys abans, després de la seva desaprovació per la promiscuïtat de Debussy, Debussy no va deixar mai d'admirar la música de Chausson.

## Eponimia
Un petit parc, la plaça Ernest Chausson, al 17è districte de París rep el seu nom en el seu honor.

## Música
El treball creatiu de Chausson es divideix habitualment en tres períodes. En el primer, la seva producció va estar dominada estilísticament per la influència de Massenet. El segon període, que data de 1886, està marcat per un caràcter més dramàtic, derivat en part dels contactes de Chausson amb l'entorn artístic on es movia. Des de la mort del seu pare el 1894 data l'inici del seu tercer període, durant el qual va ser especialment influenciat per la seva lectura dels poetes simbolistes i de la literatura russa, especialment Turguéniev, Dostoievski i Tolstoi.
El treball de Chausson és profundament individual, però reflecteix algunes influències tècniques tant de Wagner com del seu altre heroi musical, Franck. De vegades es poden detectar rastres estilístics no només de Massenet sinó també de Brahms. En general, el llenguatge compositiu de Chausson uneix la bretxa entre el romanticisme madur de Massenet i Franck i l'impressionisme més introvertit de Debussy.
De la ploma de Chausson van sortir diverses cançons delicades i admirables. Va completar una òpera, Le roi Arthus (El rei Artús). La seva producció orquestral va ser petita, però significativa. Inclou el poema simfònic Viviane; la Simfonia en si bemoll, la seva única simfonia; Poème per a violí i orquestra, peça important del repertori per a violí; i el cicle de cançons dramàtiques i inquietants Poème de l'amour et de la mer.
Es creu que Chausson va ser el primer compositor que va utilitzar la celesta. Va utilitzar aquest instrument el desembre de 1888 en la seva música incidental, escrita per a una petita orquestra, per a La Tempête, una traducció francesa de Maurice Bouchor de La tempesta de Shakespeare.

Gens prolífic, Chausson només va deixar enrere 39 peces numerades. La creació musical per a ell sempre va resultar ser una lluita llarga i dolorosa. No obstant això, la qualitat i l'originalitat de les seves composicions són constantment altes, i diverses de les seves obres continuen fent aparicions ocasionals en programes de cantants principals, grups de música de cambra i orquestres.
"Hi ha moments en què em sento impulsat per una mena d'instint febril, com si tingués el pressentiment de no poder assolir el meu objectiu, o d'assolir-lo massa tard".Ernest Chausson